# Stadion im. Dawita Petriaszwilego
Stadion im. Dawita Petriaszwilego – wielofunkcyjny stadion w Tbilisi, stolicy Gruzji. Został wybudowany w latach 2013–2015 i zainaugurowany 10 lipca 2015 roku. Może pomieścić 2500 widzów.
Kamień węgielny pod budowę nowego stadionu wmurowano 18 listopada 2013 roku. Obiekt powstawał jako jedna z aren letniego Olimpijskiego Festiwalu Młodzieży Europy, ponieważ Tbilisi zostało gospodarzem XIII edycji tego wydarzenia. Uroczyste otwarcie nowej areny miało miejsce 10 lipca 2015 roku. Podczas Olimpijskiego Festiwalu Młodzieży Europy stadion gościł zawody lekkoatletyczne, przeprowadzone w dniach 27 lipca – 1 sierpnia 2015 roku. W dniach 14–17 lipca 2016 roku obiekt był także areną 1. Mistrzostw Europy Juniorów Młodszych w lekkiej atletyce. Niedługo przed tymi zawodami Ministerstwo Sportu i Młodzieży przekazało obiekt Gruzińskiemu Związkowi Piłki Nożnej. Po lekkoatletycznych mistrzostwach dokonano niezbędnych modernizacji by przygotować stadion do organizowania na nim również imprez piłkarskich, m.in. wymieniona została murawa i zainstalowano drenaż. Obiekt był jedną z aren piłkarskich Mistrzostw Europy U-19 2017, które rozegrano w dniach 2–15 lipca 2017 roku. Stadion został ponownie oddany do użytku niedługo przed mistrzostwami, 16 czerwca 2017 roku, jednak uroczystej inauguracji dokonano 3 lipca przy okazji pierwszego meczu mistrzostw rozegranego na tym stadionie (Niemcy – Holandia 1:4). Jednocześnie obiekt otrzymał imię tragicznie zmarłego gruzińskiego działacza piłkarskiego, Dawita Petriaszwilego (wcześniej obiekt nazywał się po prostu „Stadion Lekkoatletyczny w Tbilisi”). Ogółem w ramach mistrzostw na stadionie rozegrano trzy spotkania fazy grupowej oraz jeden półfinał tego turnieju. 24 lutego 2018 roku na obiekcie rozegrano mecz o piłkarski Superpuchar Gruzji (Torpedo Kutaisi – Czichura Saczchere 2:1).